# Закатекас (држава)
Закатекас (шп. Estado de Zacatecas), држава је у северном делу централног Мексика.
Има површину од 73.252 km² и око 1.351.000 становника. 
На северу се граничи са државама Нови Леон, Коауила и Дуранго, на истоку са Сан Луис Потосијем, док су на југу државе Агваскалијентес и Халиско. На западу је Најарит.
Главни град државе је град Закатекас, док је највећи Фресниљо.
Држава је основана 1823. 
Закатекас се углавном састоји из пустињске степе која прелази у област прерија. 
Главне привредне активности су рударство, сточарство, производња пива и туризам.
Између градова Закатекас и Фресниљо налази се највећа пивара на свету (део концерна „Групо Модело“) где се годишње произведе 22 милиона хектолитара пива.
Некада су рудници сребра у Закатекасу имали прворазредни значај. 
Ова држава је једно од најзначајнијих подручја одакле потичу мексички емигранти у САД. Око милион људи у САД (највише у Чикагу и Лос Анђелесу) потиче из Закатекаса.

## Становништво
| 1990.     | 1995.     | 2000.     | 2005.     | 2010.     |
| --------- | --------- | --------- | --------- | --------- |
| 1 276 323 | 1 336 496 | 1 353 610 | 1 367 692 | 1 490 668 |